# Vörösnyakú álszajkó
A vörösnyakú álszajkó (Pterorhinus ruficollis) a madarak osztályának verébalakúak (Passeriformes) rendjébe és a Leiothrichidae családjába tartozó faj.

## Rendszerezése
A fajt William Jardine és Prideaux John Selby írták le 1838-ban, az Ianthocincla nembe Ianthocincla ruficollis néven. Egyes szervezetek a Garrulax nembe sorolják Garrulax ruficollis néven.

## Előfordulása
Dél- és Délkelet-Ázsiában, Banglades, Bhután, Kína, India, Mianmar és Nepál honos. Természetes élőhelyei a szubtrópusi vagy trópusi síkvidéki és hegyi esőerdők, valamint magassági és nedves cserjések, folyók és patakok környékén, valamint szántóföldek és vidéki kertek. Állandó, nem vonuló faj.

## Megjelenése
Testhossza 27 centiméter, testtömege 51–73 gramm.

## Életmódja
Rovarokkal, kisebb puhatestűekkel, bogyókkal és magvakkal táplálkozik.

## Természetvédelmi helyzete
Az elterjedési területe nagyon nagy, egyedszáma pedig stabil. A Természetvédelmi Világszövetség Vörös listáján nem fenyegetett fajként szerepel.